# Partido judicial de Cogolludo
El partido judicial de Cogolludo era uno de los nueve partidos judiciales en los que se dividió la provincia de Guadalajara (España) hasta 1965. Tenía como cabeza la localidad de Cogolludo, aunque hasta 1872 compartió su sede con Tamajón, y englobaba a municipios del noroeste de la provincia, que fueron incluidos en el partido judicial de Guadalajara tras la reestructuración de los partidos judiciales de 1965, a excepción de Arroyo de las Fraguas, que fue incluido en el partido judicial de Sigüenza.

## Municipios
| - Aleas - Almiruete - Alpedrete de la Sierra - Arbancón - Arroyo de Fraguas - Beleña de Sorbe - Bocígano - Cabida - Campillejo - Campillo de Ranas - El Cardoso de la Sierra | - Casa de Uceda - Cerezo de Mohernando - Cogolludo - Colmenar de la Sierra - Corralejo - El Cubillo de Uceda - El Espinar - Espinosa de Henares - Fraguas - Fuencemillán - La Hiruelilla - Humanes | - Jócar - Majaelrayo - Málaga del Fresno - Malaguilla - Matallana - Matarrubia - Membrillera - Mesones - La Mierla - Monasterio - Montarrón | - Muriel - Peñalba de la Sierra - Puebla de Valles - Retiendas - Robledillo de Mohernando - Roblelacasa - Robleluengo - Robredarcas - Romerosa - Sacedoncillo - Santotís - Tamajón | - Tortuero - Torrebeleña - Uceda - El Vado - Valdenuño Fernández - Valdepeñas de la Sierra - Valdesotos - La Vereda - La Vihuela - Villaseca de Uceda - Viñuelas |